# Ваља Фаурулуј (Арђеш)
Ваља Фаурулуј (рум. Valea Faurului) насеље је у Румунији у округу Арђеш у општини Мушатешти. Oпштина се налази на надморској висини од 494 m.

## Становништво
Према подацима из 2002. године у насељу је живело 165 становника, од којих су сви румунске националности.